# Stefan Filipkiewicz
Stefan Filipkiewicz (sinh ngày 28 tháng 7 năm 1879 tại Tarnów, Đế quốc Áo-Hung – mất ngày 23 tháng 8 năm 1944 tại trại tập trung Mauthausen-Gusen, Đức Quốc Xã) là một họa sĩ và nhà thiết kế người Ba Lan, nổi tiếng với những bức tranh phong cảnh được lấy cảm hứng từ phong trào nghệ thuật Ba Lan trẻ. Ông là đại diện của phong cách hội họa Tân nghệ thuật Ba Lan.

## Tiểu sử

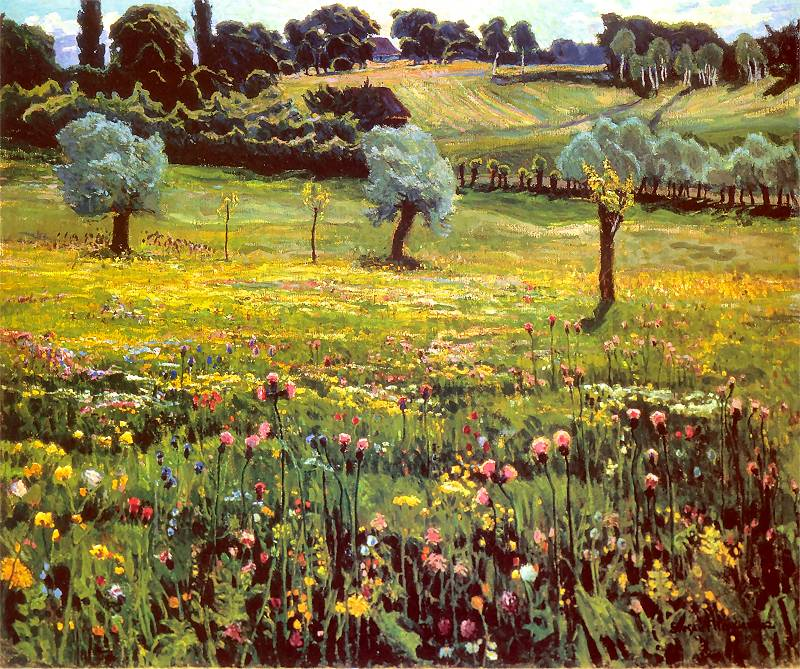
Meadow (1904, Stefan Filipkiewicz)

Filipkiewicz vẽ tranh phong cảnh với chủ đề là dãy núi Tatra và khu vực Podhale. Năm 1899, các bức tranh của nghệ sĩ lần đầu tiên được trưng bày tại Cung nghệ thuật ở Kraków, do Hiệp hội những người bạn nghệ thuật Kraków tổ chức. Từ năm 1900 đến 1908, Filipkiewicz theo học tại Học viện Mỹ thuật ở Kraków dưới sự hướng dẫn của các họa sĩ Józef Mehoffer, Leon Wyczółkowski, Jan Stanisławski và Józef Pankiewicz.
Năm 1908, Filipkiewicz tham gia Hiệp hội các nghệ sĩ Ba Lan. Năm 1929, ông được trao Huy chương Vàng tại một triển lãm ở Poznań. Trong cuộc xâm lược Ba Lan (1939), khi Đức Quốc xã bất ngờ tấn công Ba Lan, ông trốn được sang Hungary, nơi ông tham gia một số tổ chức ngầm. Ông bị lực lượng ngầm Gestapo của Đức Quốc Xã bắt giữ và chuyển ông đến trại tập trung Mauthausen-Gusen. Đây là nơi nghệ sĩ bị hành quyết.